# Lothar Alisch
Lothar Alisch (* 8. August 1951 in Dessau; † 4. Februar 2000 in Berlin-Buch) war ein deutscher evangelischer Geistlicher.

## Biographie
Alisch wuchs in Dessau mit seinem Bruder Fred in einer Offiziersfamilie auf. Vom Vater, der zunächst als Offizier in der Wehrmacht gedient hatte und nach der Proklamation der „Nationalen Streitkräfte“ der DDR seine militärischen Laufbahn fortsetzen konnte, erhielt er eine strenge Erziehung nach sozialistischen Idealen. Er besuchte die Ziebigker „Friedensschule“ und studierte nach dem Abitur an der Offiziershochschule der Landstreitkräfte der NVA in Löbau. Nach seiner Heirat mit Heidrun, geb. Hilse im Jahre 1972, die einer christlichen Familie entstammte, engagierte sich der Major der NVA zunehmend in der kirchlichen Friedensbewegung. Die Folge waren der Austritt aus der SED sowie die Degradierung zum Soldaten und unehrenhafte Entlassung aus der NVA. Alisch, der fortan unter der Observation der Staatssicherheit stand, nahm ein Studium der Theologie auf.
Seit 1983 stand Alisch in Kontakt mit Petra Kelly und der Gruppe Ohne Rüstung leben aus Köln und organisierte pazifistische Veranstaltungen in der DDR. Alisch, der seit 1986 Pfarrer der evangelischen Kirchgemeinde Zittau war, stand in Verbindung mit mehreren Umweltgruppen, insbesondere den Umweltbibliotheken in Ost-Berlin und Großhennersdorf und gründete 1988 eine Umweltgruppe in Zittau. Er war Initiator einer Arbeitsgruppe Wahl, die die Wahlfälschungen der SED bei den Kommunalwahlen von 1989 in den Kreisen Zittau und Löbau deutlich belegen konnte und veröffentlichte.
Im Herbst 1989 engagierte er sich in der Bürgerbewegung Neues Forum, gründete eine Gruppe in Zittau und organisierte zunächst zahlreiche Friedensgebete, später regelmäßige Demonstrationen. 1990 war er Mitglied des Runden Tisches in Zittau und später ein  Kommunalpolitiker der Partei Bündnis 90/Die Grünen und Vorstandsmitglied der Euroregion Neiße.
Im September 1991 pflanzte er in Zittau einen Baum für Sarah Borowik, Enkelin von Lia Frank. Borowik wurde möglicherweise als erstes jüdisches Kind nach dem Zweiten Weltkrieg in Zittau geboren.
Bei Wahl des Bürgermeisters von Zittau unterlag Alisch knapp gegen den CDU-Kandidaten Jürgen Kloß. Alisch war Gründer und Miteigner der GbR „Friedensinitiative Zittau“. Als Pfarrer und Regionalpolitiker trug er zur Instandsetzung der ehedem im Verfall befindlichen Zittauer Hauptkirche St. Johannis bei und initiierte den Euroregionalen Ökumenekreis mit Sitz in der Johanniskirche.
Am 12. Februar 2000 wurde sein Sarg von der Zittauer Johanniskirche zur Beerdigung auf den Friedhof feierlich durch die Innenstadt von Zittau überführt.  Zum Zeitpunkt seines Todes war Lothar Alisch unter anderem Pfarramtsleiter in Zittau. Mit seiner Frau hatte Alisch sechs Kinder.